# Marcello Zago

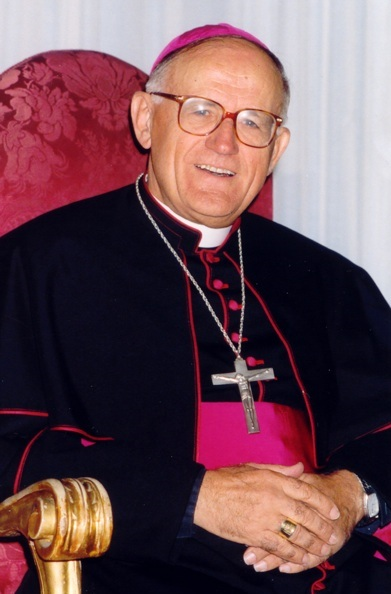
Erzbischof Marcello Zago

Marcello Zago OMI (* 9. August 1932 in Villorba, Italien; † 1. März 2001 in Rom) war ein italienischer Ordenspriester und Kurienerzbischof der römisch-katholischen Kirche.

## Leben
Nachdem Marcello Zago zunächst im diözesanen Seminar studiert hatte, trat er 1955 ins Noviziat der Oblaten der Unbefleckten Jungfrau Maria ein. Nachdem er 1959 zum Priester geweiht wurde, lebte und wirkte er bis 1966 als Missionar und Ausbilder der Oblaten in Laos. Während einiger Jahre als Ausbilder im internationalen Studienhaus der Oblaten promovierte er an der Päpstlichen Universität Gregoriana in Missiologie, bevor er 1971 nach Laos zurückkehrte. 1986 wurde er zum Generaloberen der Oblaten gewählt.
Nach dem Ende seiner zweiten Amtszeit wurde er von Papst Johannes Paul II. am 28. März 1998 zum Sekretär der Kongregation für die Evangelisierung der Völker und zum Titularerzbischof von Rusellae ernannt. Die Bischofsweihe spendete ihm der Kardinalpräfekt der Kongregation für die Evangelisierung der Völker,  Jozef Tomko, am 25. April 1998 im Petersdom in Rom. Mitkonsekratoren waren der frühere Apostolische Vikar von Luang Prabang in Laos, Alessandro Staccioli OMI, und der Bischof von Treviso, Paolo Magnani.
Eine wesentliche Rolle spielte er bei der Vorbereitung des Weltgebetstreffens für den Frieden 1986 in Assisi. Er starb am 1. März 2001.